# Henri Mignet
Henri Mignet (19 de outubro de 1893 Saintes, França — 31 de agosto de 1965 (71 anos) Pessac, França), foi um projetista de aeronaves e inventor francês que ficou muito conhecido. Criador da família de aviões "Pou-du-ciel" e iniciador da "Réseau du Sport de l'Air" (RSA), ele é um pioneiro da aviação e da construção amadora.

## Interesse inicial na aviação
Mignet nasceu em Charente-Maritime. Em 1911, aos 18 anos, começou a se corresponder com Gustav Lilienthal (irmão de Otto Lilienthal) sobre aviação. Em 1912, ele construiu sua primeira aeronave, o modelo HM-1.1 era um monoplano inspirado nas criações de Otto Lilienthal.

## Serviço na Primeira Guerra Mundial
Entre 1914 e 1918, Mignet serviu no "Armée de terre". Ele foi um operador de rádio durante a Primeira Guerra Mundial. Em 1918, ele foi hospitalizado com malária.

## Projetos pós-Primeira Guerra Mundial
Em 1920, Mignet terminou seu primeiro protótipo de aeronave motorizada, o HM-2. Este tinha muitas semelhanças com os projetos de Louis Blériot e se inspirou nele. Mais tarde, ao descrever esta aeronave, ele disse: "Todos os componentes funcionaram, mas não juntos ..." Em 1922, ele construiu o HM-3 "Dromadaire", o HM-4 com asa parasol, sem leme e motor Anzani 10 CV, e o planador HM-5. Em 1924, ele vendeu o planador HM-5 por uma grande quantia em dinheiro.
Em 1925, ele foi forçado a começar a criar galinhas para financiar o desenvolvimento de seu projeto HM-6, um avião por impulsão e um helicóptero, denominado HM-7.
Em 1926, Mignet casou-se com Annette Triou, que mais tarde foi assassinada por pistoleiros comunistas em 1944.

## O HM.8 Avionnette

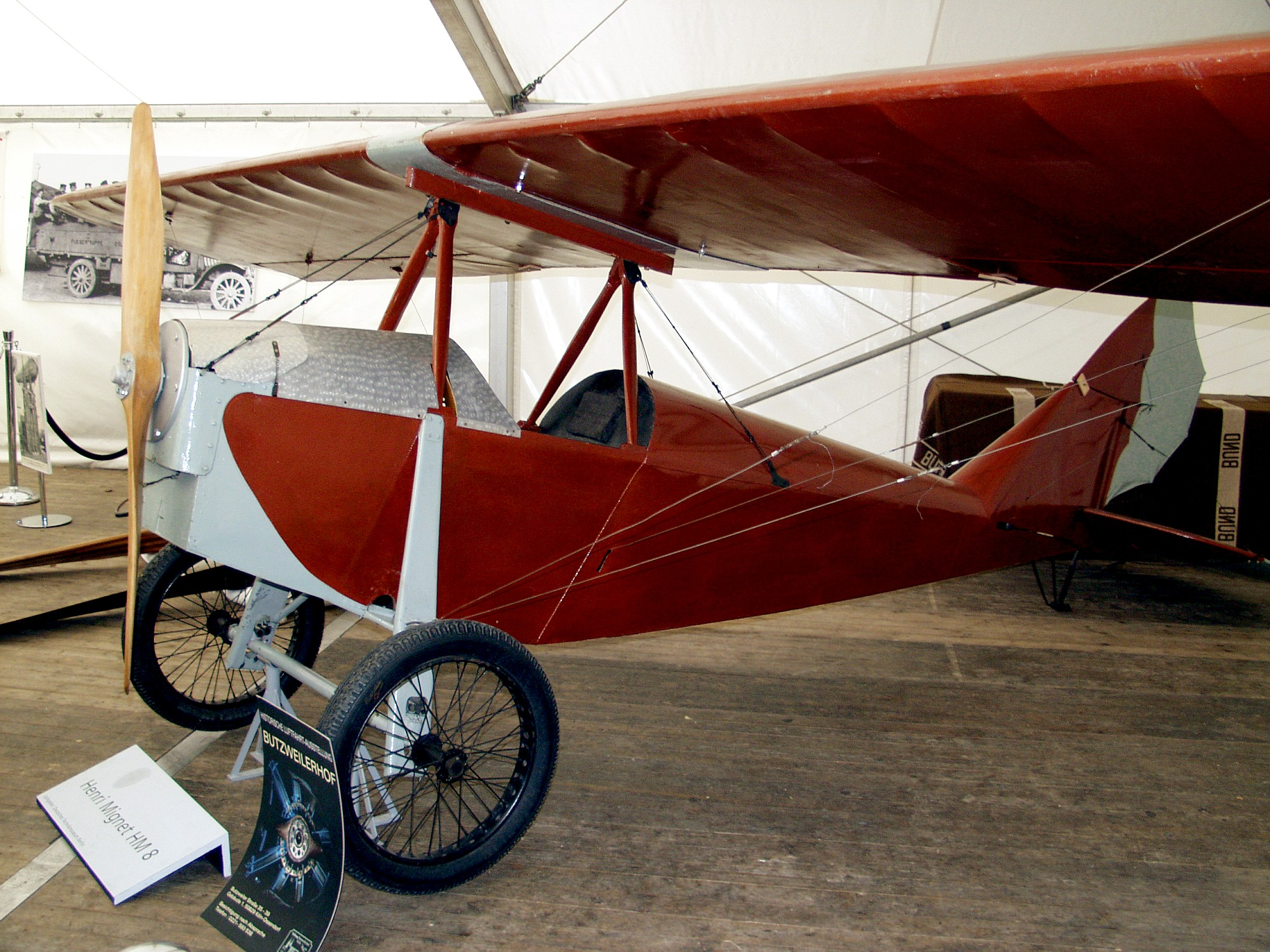
Um Mignet HM-8 em Colônia, Alemanha.

Em março de 1928, Mignet escreveu um artigo na revista "Les Ailes", descrevendo sua HM-8 "Avionnette". Era um monoplano de com asa parasol que ele construiu em 1928 usando peças de seu HM-6, incluindo um motor Anzani de 10 HP modificado. Em 1929, os primeiros HM-8 construídos por amadores fizeram seus voos inaugurais. Em 1931, ele publicou o livro, "Comment j'ai Construit mon Avionnette" ("Como eu construí minha Avionnette"), contendo os planos para o HM-8. Mignet encorajou amadores a construir o HM-8 enquanto continuava sua pesquisa para um novo conceito que se tornou o "Pou-du-ciel". Cerca de 200 HM-8 foram construídos, com vários motores, incluindo o Aubier et Dunne de 540 cc e 17 hp (13 kW), o Chaise de 500 cc, o Harley-Davidson de 24 hp, o ABC Scorpion de 35 hp e o Salmson de 40 hp. Alguns deles acionavam diretamente a hélice, outros empregavam uma transmissão por corrente.

## O HM-14 Pou-du-ciel

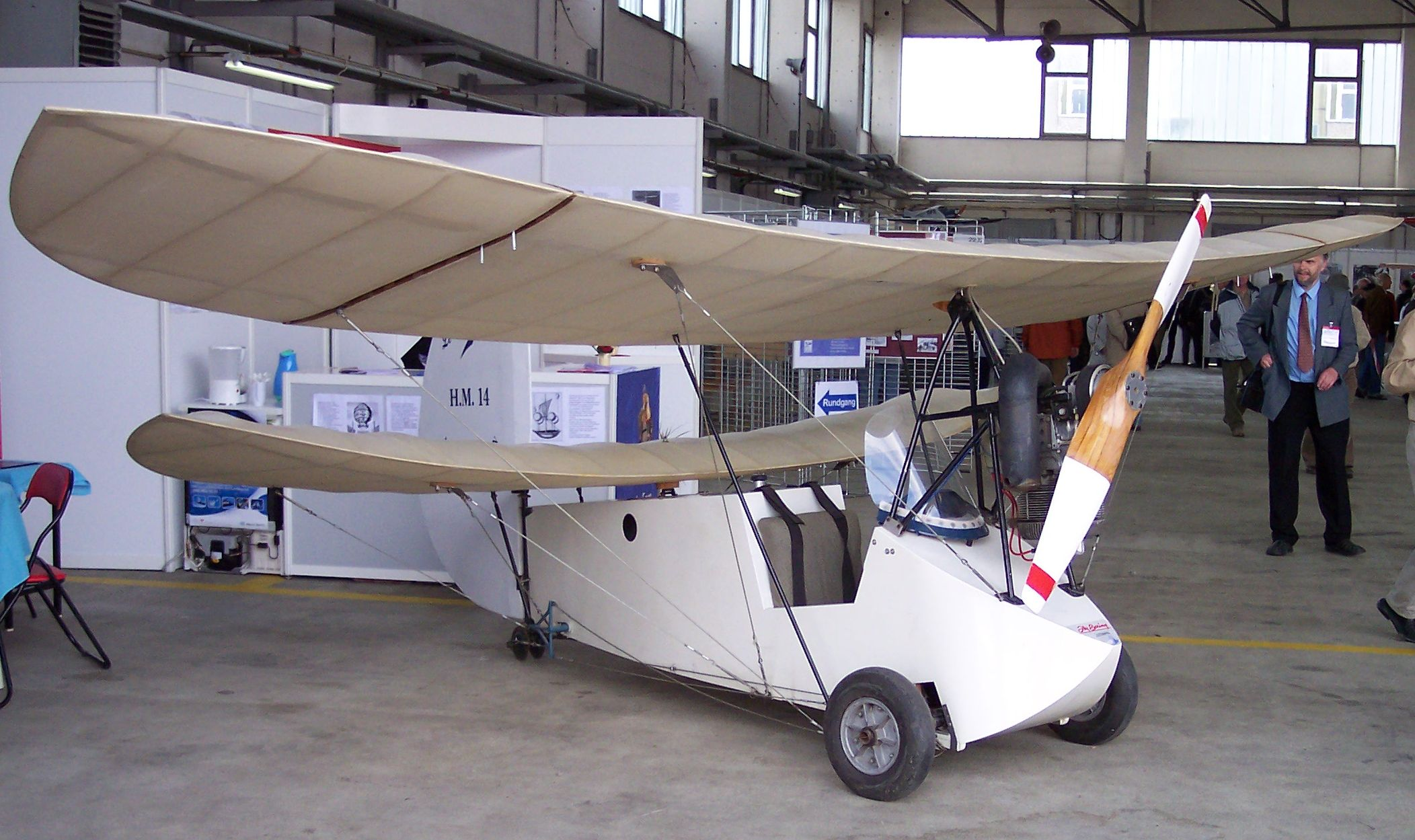
O Mignet HM-14: o primeiro da família "Pou-du-ciel".

Em 10 de setembro de 1933, Mignet fez seu vôo inaugural no HM-14, o primeiro de seus projetos usando a fórmula "Pou-du-ciel". Em 1934, ele publicou o livro "Le Sport de l'Air" no qual como brincadeira, chamou a aeronave de "Pou-du-ciel" (literalmente "Piolho do Céu") com a intenção de que fosse construída por amadores.
Em 1936, após uma série de acidentes fatais, o HM.14 foi testado em túneis de vento na França e na Inglaterra, e uma falha de projeto foi identificada e corrigida. O "Pou-du-ciel" posteriormente se tornou um grande, embora controverso, sucesso no mundo da aviação. Os acidentes fatais devido ao design inicial defeituoso fizeram com que os fabricantes profissionais de aeronaves ficassem muito relutantes em produzir versões do "Piolho".
Mignet encorajou construtores amadores a construir o HM-14, mas ele também continuou projetando modelos adicionais na década de 1960, todos eles baseados no conceito "Pou-du-ciel".
Mignet morreu, aos 71 anos, em Pessac, na Gironda.

### Bilbiografia
- Bowers, Peter M. 1984. Guide to Homebuilts - Ninth Edition, Chapter 7 Shattered Dreams, pages 73–78. TAB Books ISBN 0-8306-2364-7
- Ellis, Ken; Jones, Geoff. 1990. Henri Mignet and his Flying Fleas. Haynes Publishing ISBN 0-85429-765-0